# Santa Bárbara (título cardinalício)
Santa Barbara (em latim: Titulus Sanctæ Barbaræ) é um título cardinalício instituído pelo Papa Júlio III em 4 de dezembro de 1551 e suprimido pelo papa Sisto V em 1587.
A igreja tem origens muito antigas, sendo mencionada pela primeira vez no catálogo de Cencio Camerario de 1192. Essa paróquia foi suprimida pelo Papa Clemente VII.

## Titulares
- Giovanni Andrea Mercurio † (1551 - 1553)
- Pierdonato Cesi † (1570)
- Gaspar de Zúñiga y Avellaneda † (1570 - 1571)